# Moti Masjid (Rotes Fort Delhi)
Die Moti Masjid (deutsch „Perlenmoschee“) ist eine kleine weiße Moschee im Palastbereich des Roten Forts Delhi, Indien. Sie befindet sich dort westlich des Hamam, in der Nähe der privaten Audienzhalle Diwan-i-Khas und wurde vom Großmogul Aurangzeb zwischen 1659 und 1660 erbaut. Als Bestandteil des Roten Forts Delhi gehört die Moschee zum UNESCO-Weltkulturerbe.

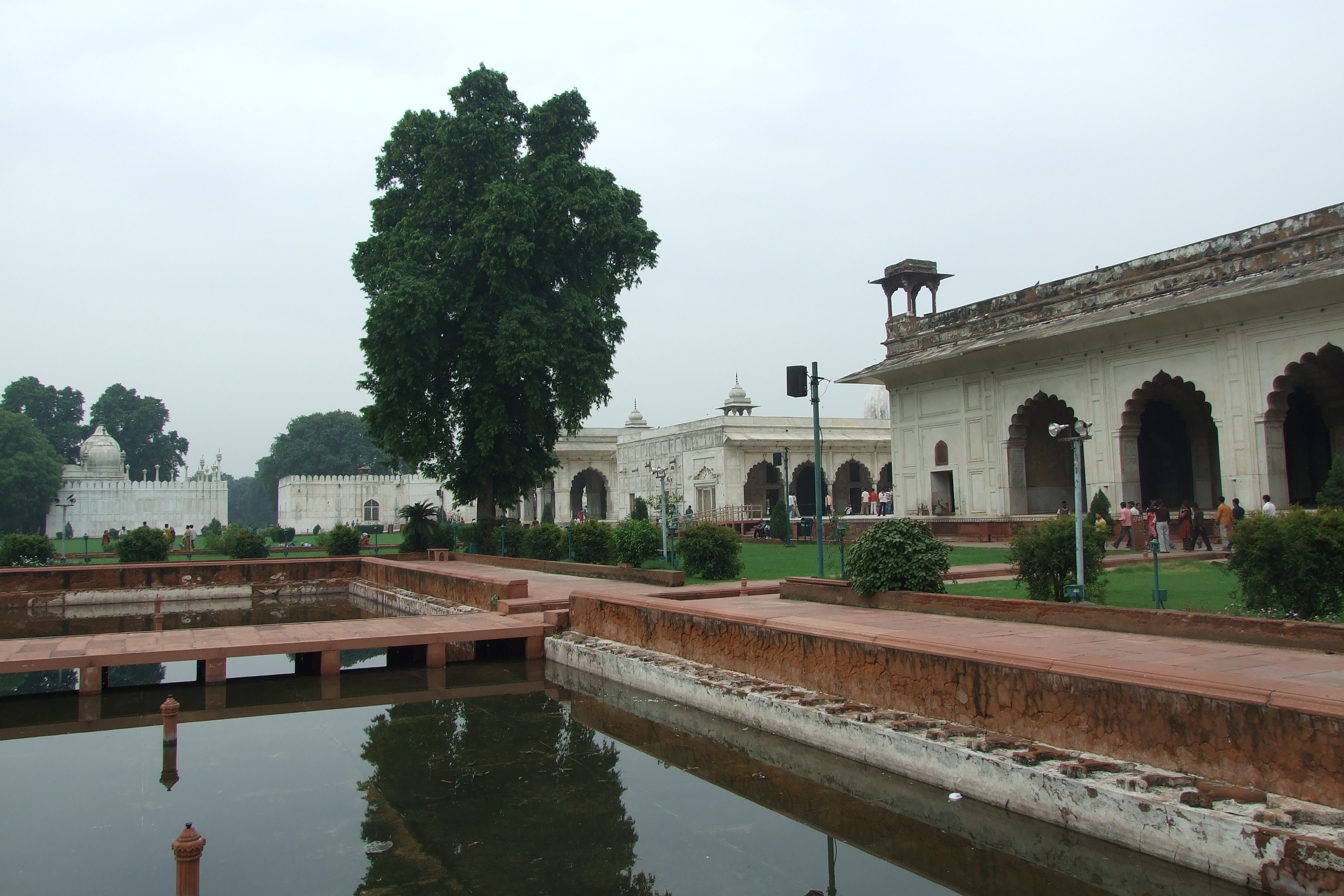
Gebäude des Privatbereiches des Großmoguls. Die Moti Masjid steht ganz links.

## Geschichte
Die Moschee wurde vom Mogul-Kaiser Aurangzeb für sich und seine zweite Frau Nawab Bai erbaut. Von seinen Privatgemächern aus konnte er die Gebetshalle mit wenigen Schritten erreichen. Die Moschee wurde auch von den Frauen des Zenana genutzt, die den Zugang in der nördlichen Wand nutzten. Die Kosten für den Bau der Moschee beliefen sich auf 160.000 Rupien. Die privaten Gemächer sind in einem Park integriert.
Moti Masjids gibt es in fast allen Moghulpalästen. Die Moti Masjid des Roten Forts in Delhi wurde häufig als Vorbild herangezogen. So auch für die Moschee gleichen Namens, die von Aurangzebs Sohn, dem Moghul-Kaiser Bahadur Shah I., in der Nähe des Ajmere-Tors des Dargah von dem Sufi-Heiligen Qutbuddin Bakhtiar Kaki in Mehrauli am Jahaz Mahal errichtet wurde.
Die Moschee kann in der Regel nicht besichtigt werden.

## Architektur
Die Moschee ist im Stil der Mogul-Architektur erbaut. Die Außenmauern der Moschee wurden symmetrisch zu den Außenmauern der Festung ausgerichtet, während die Innenmauern eine leicht abweichende Ausrichtung haben, um die Gebetsrichtung nach Mekka zu orientieren. Die Moschee wurde – wie das Fort – in rotem Sandstein auf einer Steinplatte erbaut. Außen wurden die hohe Mauern verputzt und weiß gestrichen, innen ist die Moschee komplett mit weißem Marmor ausgekleidet. Die Moschee wurde berühmt durch die glänzenden makellosen Marmorwände.
Man betritt den Innenhof von Osten durch eine mit Kupferplatten beschichtete Tür mit Flachreliefmotiven. In der Mitte des Innenhofs befindet sich ein kleiner, quadratischer Brunnen für die rituellen Waschungen (wuzu-khana). Der Innenhof misst 12,2 mal 10,7 Meter.
Die zum Innenhof offene Gebetshalle erreicht man über mehrere Stufen. Sie hat drei Bögen und ist in zwei Gänge unterteilt und ebenfalls mit Flachreliefs in Marmor ausgeschmückt. Der Boden der Gebetshalle ist mit Umrissen von kleinen Gebetsteppichen (Musallā) aus schwarzem Marmor ausgelegt. Sie wird von drei bauchigen Kuppeln gekrönt, die ursprünglich mit vergoldetem Kupfer verkleidet waren. Die Kupferdächer wurden beim Indischen Aufstand 1857 schwer beschädigt und konnten nicht mehr restauriert werden. Der nördliche Zugang für die Frauen wurde im Rahmen der Renovierungen nach 1857 geschlossen.

## Künstlerische Rezeption
Der russische Maler Wassili Wassiljewitsch Wereschtschagin malte ein Bild der Moschee auf eine Leinwand der Größe 4 mal 4,9 Meter. Am 2. November 2011 gab das Bostoner Museum of Fine Arts das Bild in einem Konvolut russischer Kunstwerke zur Versteigerung. Das Bild erzielte bei Sotheby’s in New York einen Auktionspreis von 3,1 Millionen Dollar.

## Galerie

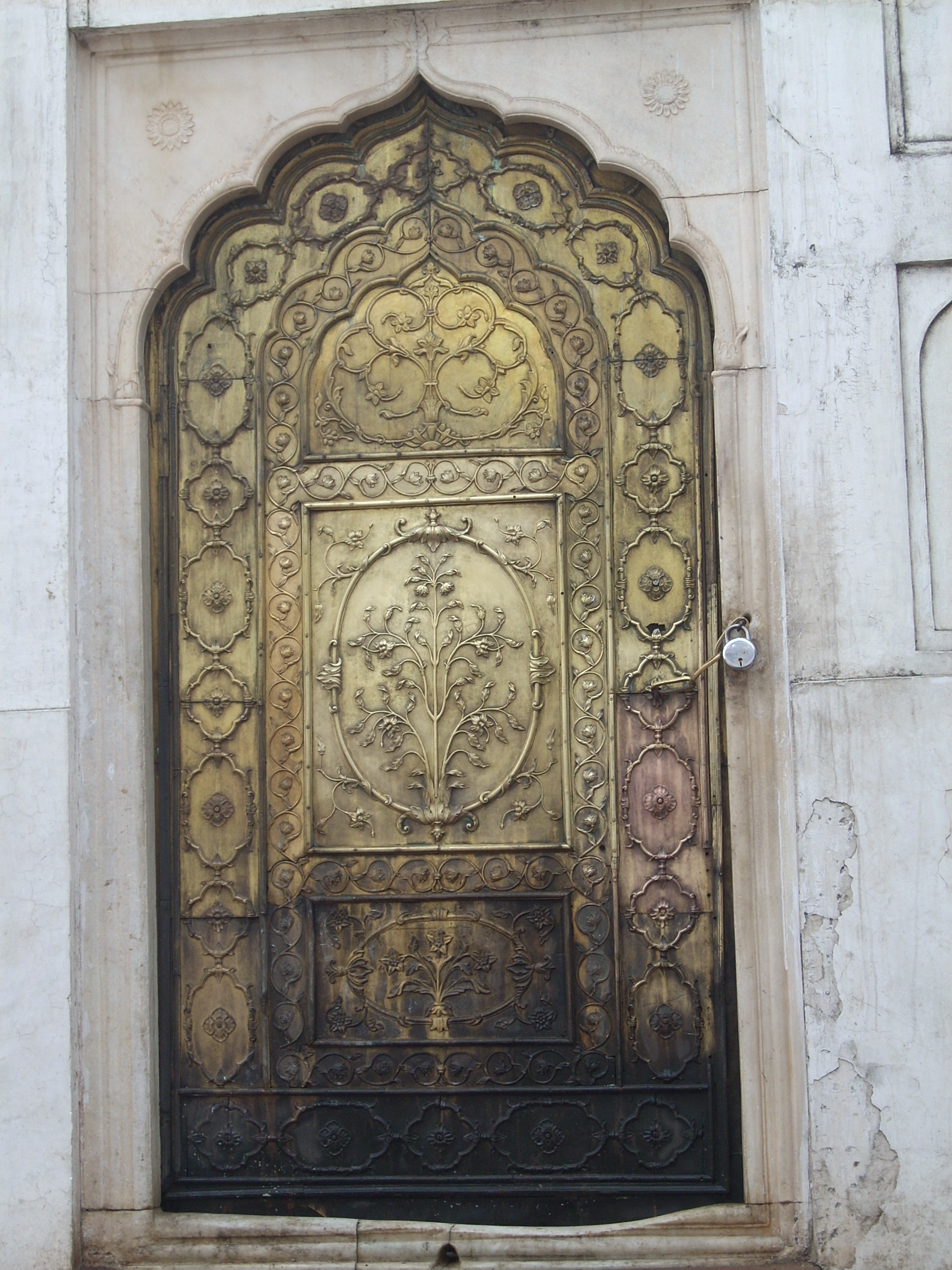
Bronzene Eingangstüre
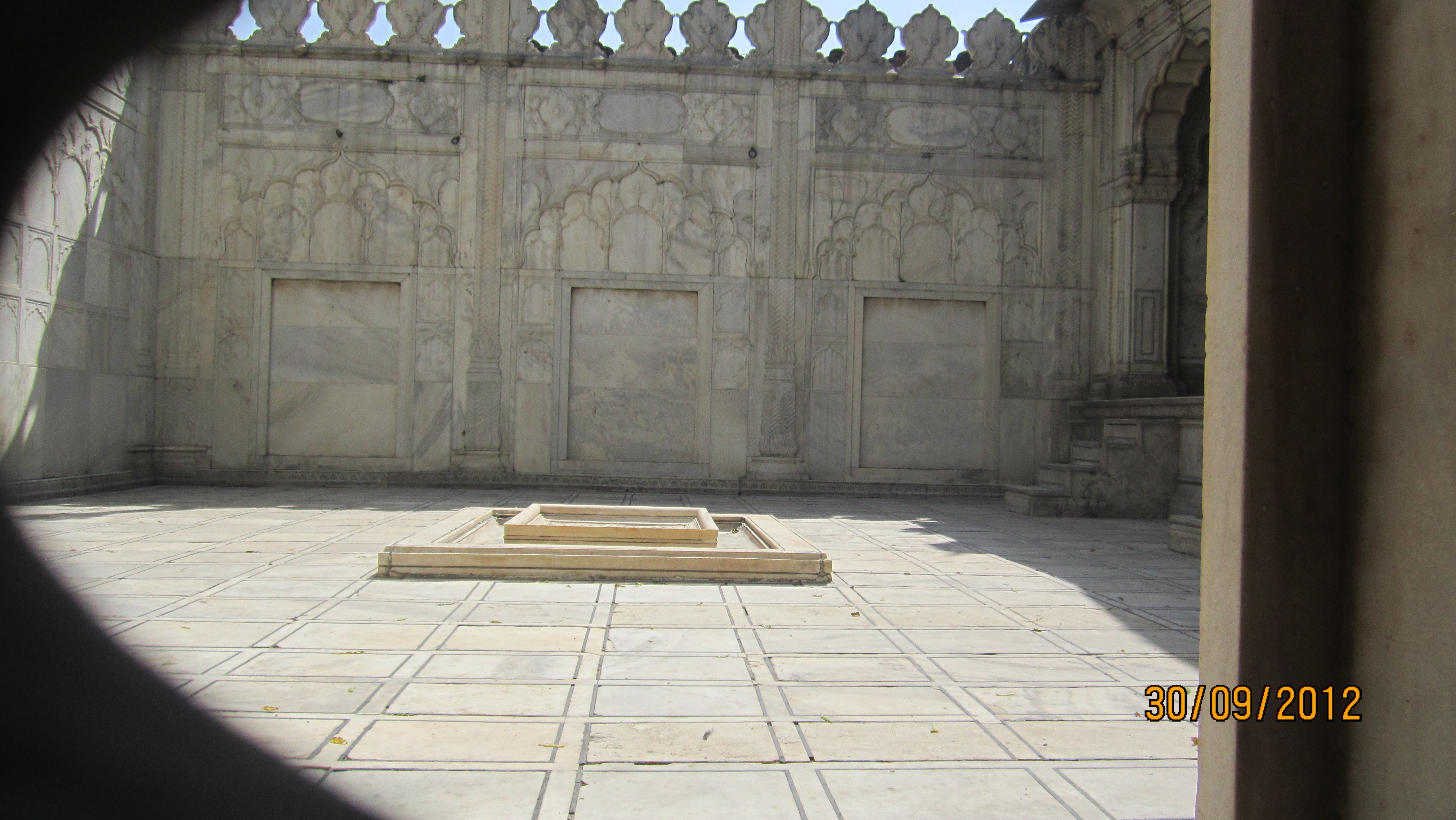
Innenhof mit Wasserbecken
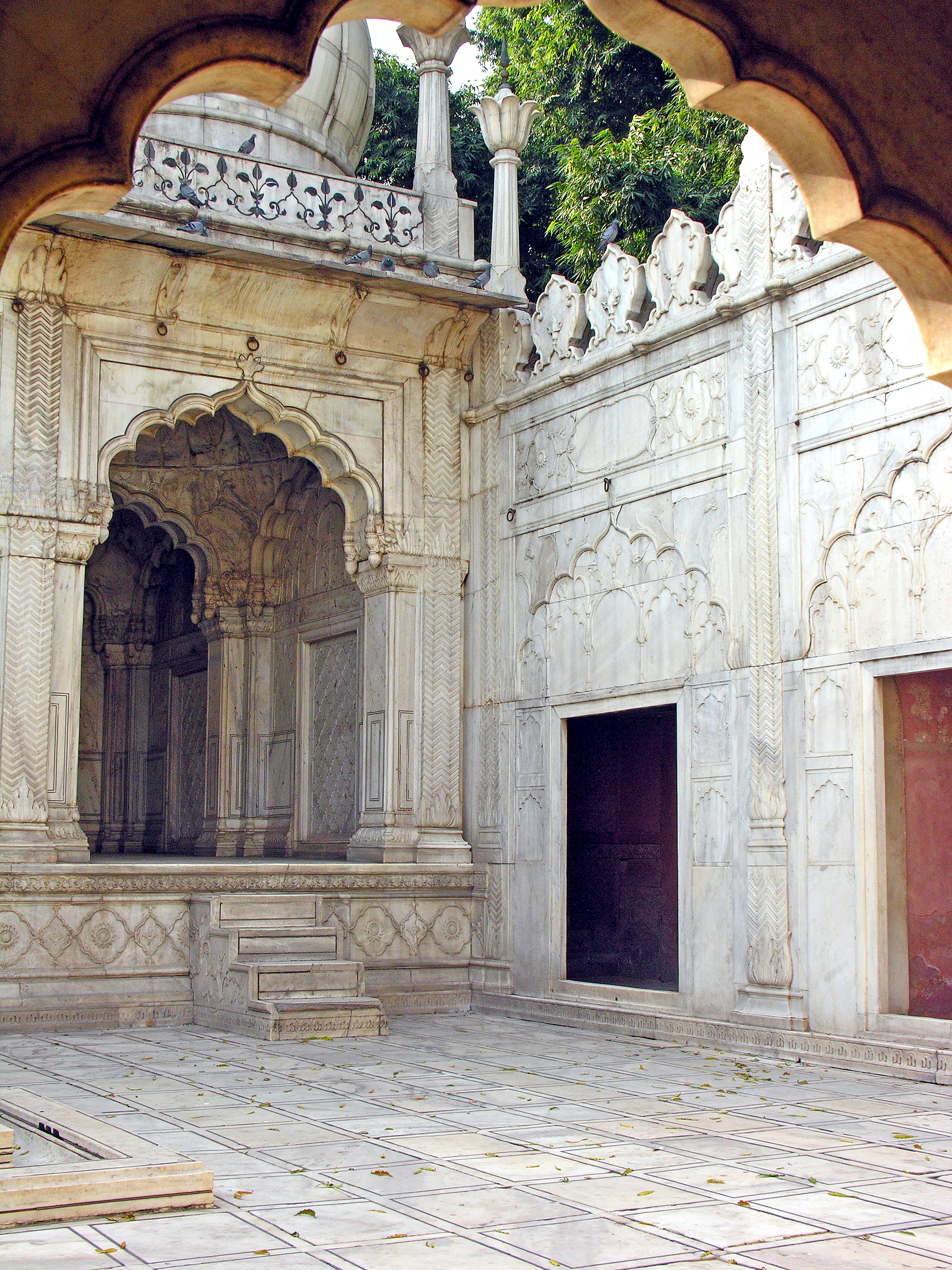
Ecke des Innenhofs
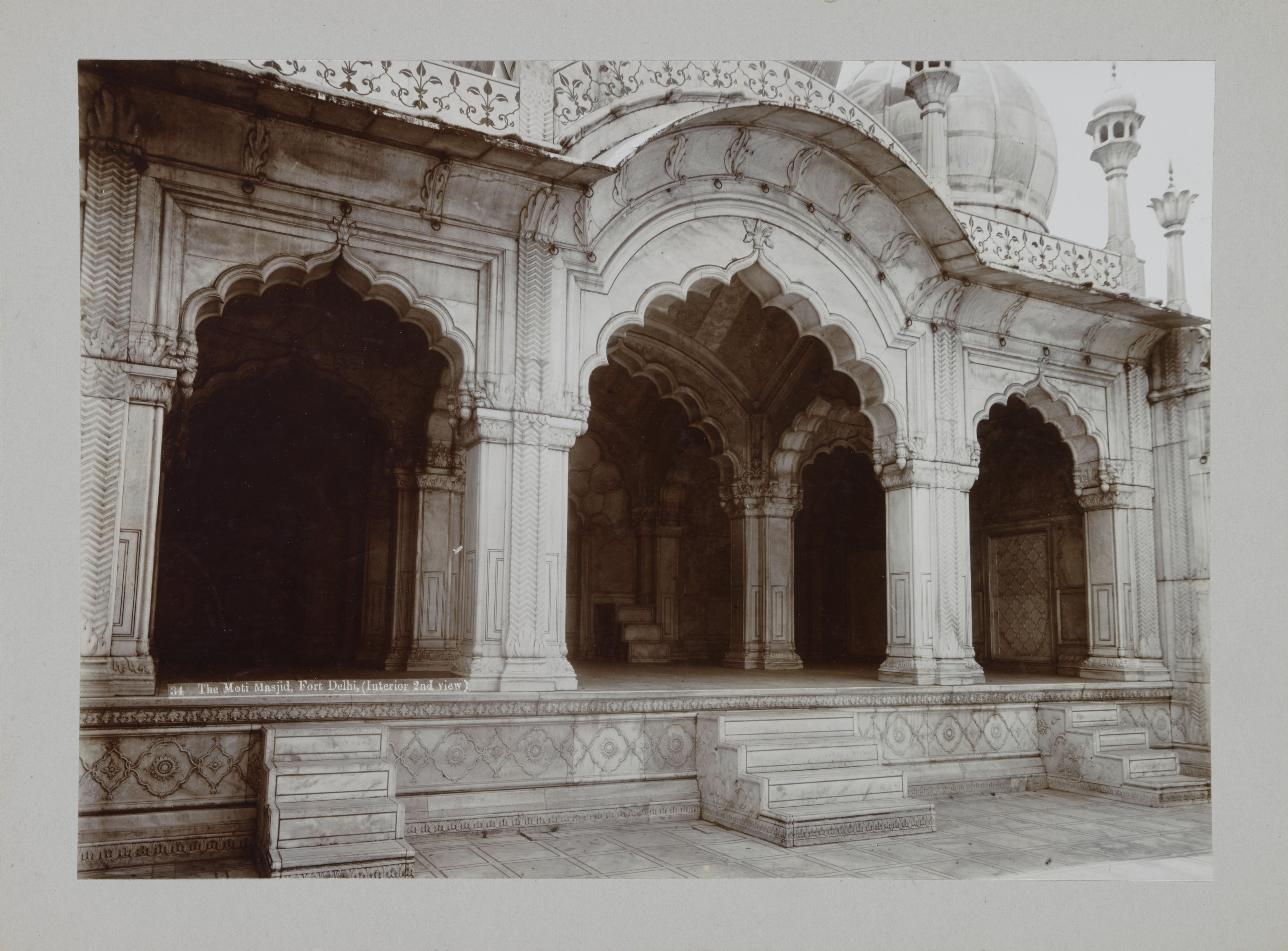
Eingang vom Innenhof zur Gebetshalle
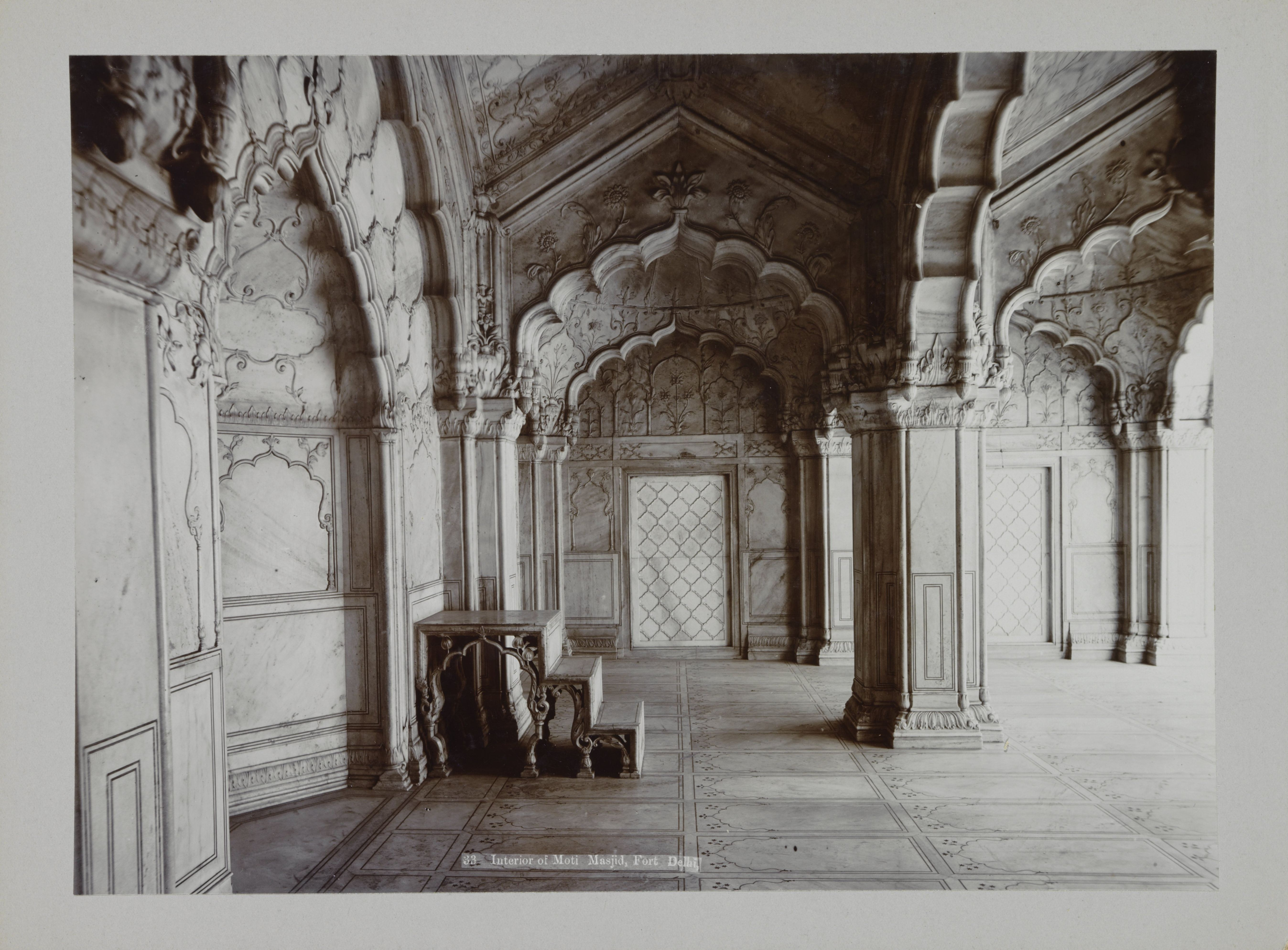
Gebetshalle
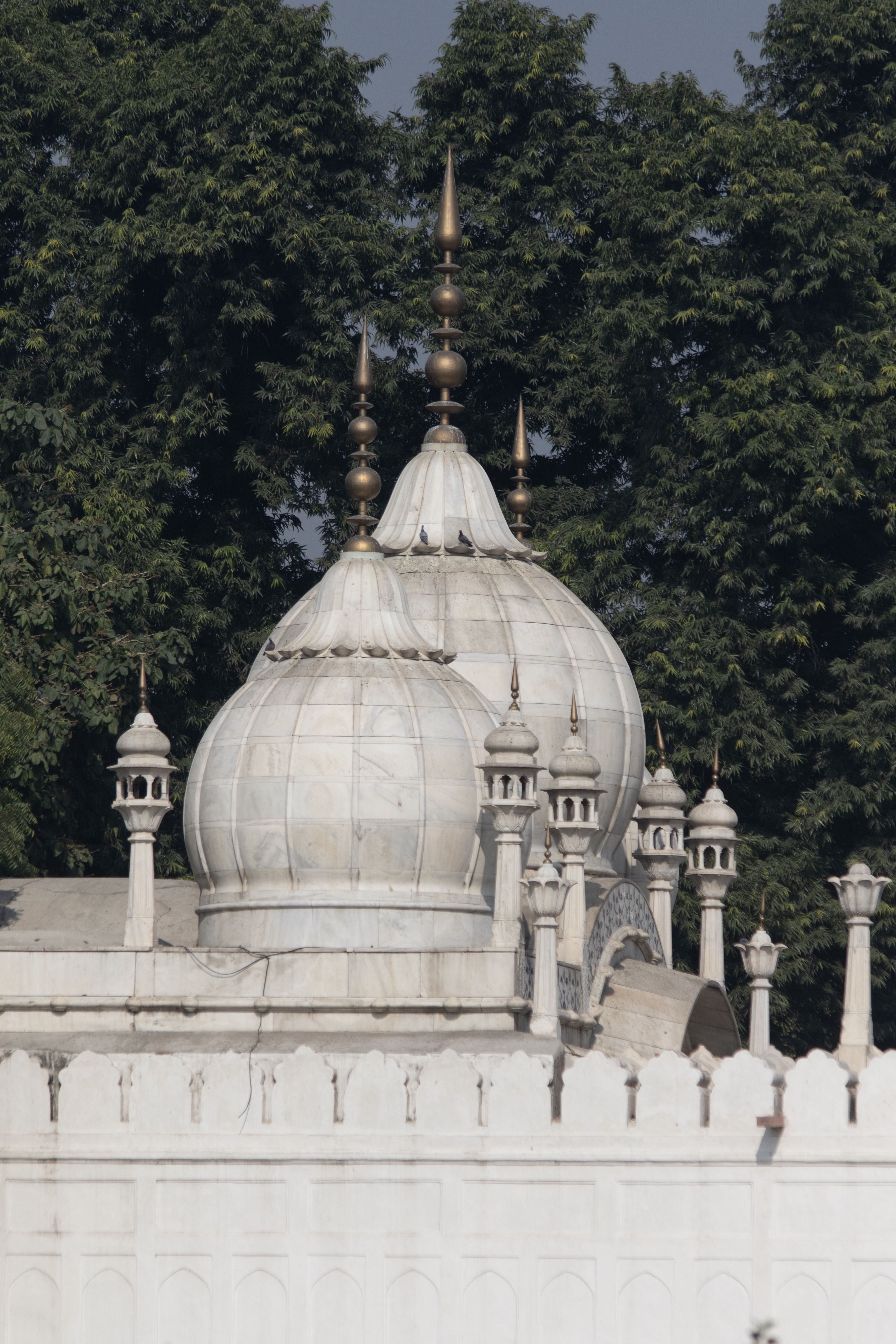
Kuppeln auf der Gebetshalle
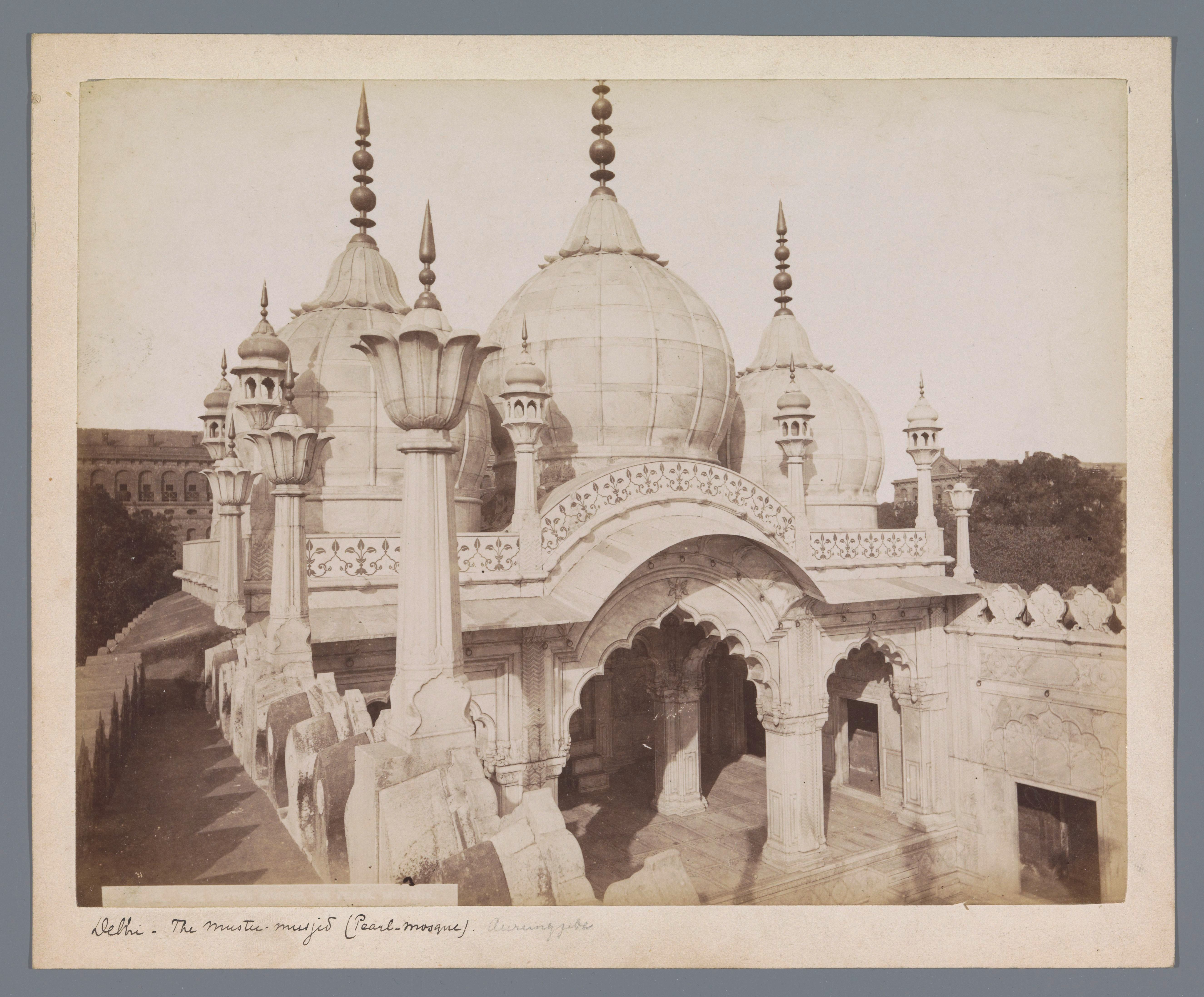
Blick von oben auf die Gebetshalle
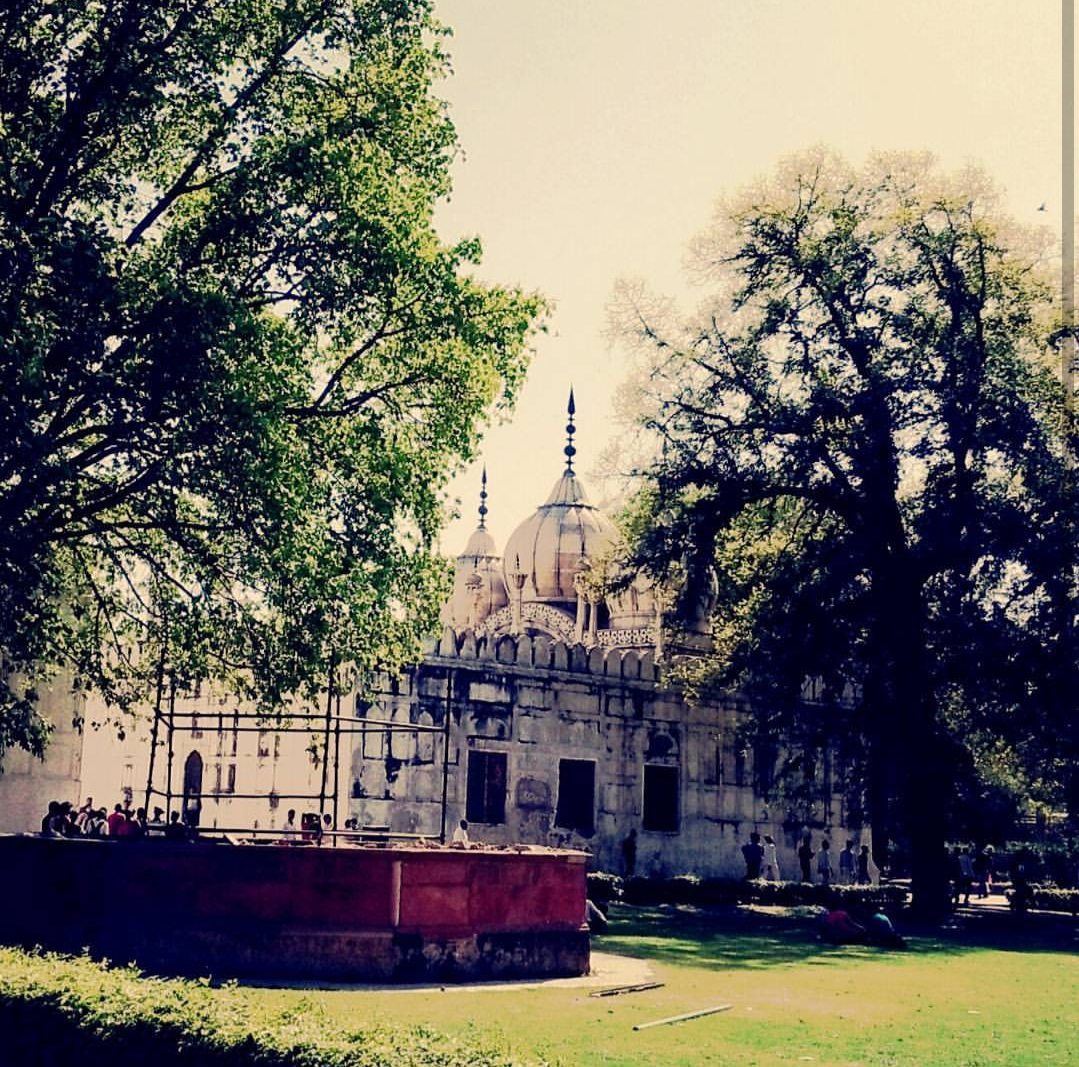
Die Nordseite